# Дмитриевка (Усманский район)
Дми́триевка — село Усманского района Липецкой области. Центр Дмитриевского сельсовета.
Основана в XVIII века. Известна по документам с 1777 года. В документах 1782 года упоминается как селение, принадлежавшее к бывшему городу Дёмшинску (ныне село Никольское), что указывает на место, откуда пришли первопоселенцы.
Название — по служилому человеку Дмитрию Бурцеву.

## Население
| 2010 | 2011 |
| ---- | ---- |
| 279  | →279 |